# Cotylaspis sinensis
Cotylaspis sinensis är en plattmaskart som beskrevs av Johannes Faust och Tang 1936. Cotylaspis sinensis ingår i släktet Cotylaspis och familjen Aspidogastridae. Inga underarter finns listade i Catalogue of Life.